# جزيرة إكيما
جزيرة إكيما (池 間 島، إكيما-جيما، بلغة مياكو: إكياما (イ キ ャ ー マ))، جزيرة تقع شمال جزيرة مياكو في محافظة أوكيناوا، اليابان. تتصل الجزيرة بمياكو عن طريق جسر يبلغ طوله 1425 متراً (4675 قدماً) (池 間 大橋) والذي انتهى بناءه في فبراير 1992. توجد بركة في وسط الجزيرة. إلى الشمال الشرقي يوجد شاطئ إكيما-جيما المغلق (池 間 島 ブ ロ ッ ク ビ ー チ). يُطلق على لهجة لغة مياكو التي يتحدث بها سكان الجزيرة اسم إكيما أيضاً (إكايما باللغة العامية). وهي منفصلة عن المتغيرات اللغوية القريبة عبر نظام نغمة الكلمات المعجمي الخاصة بها.

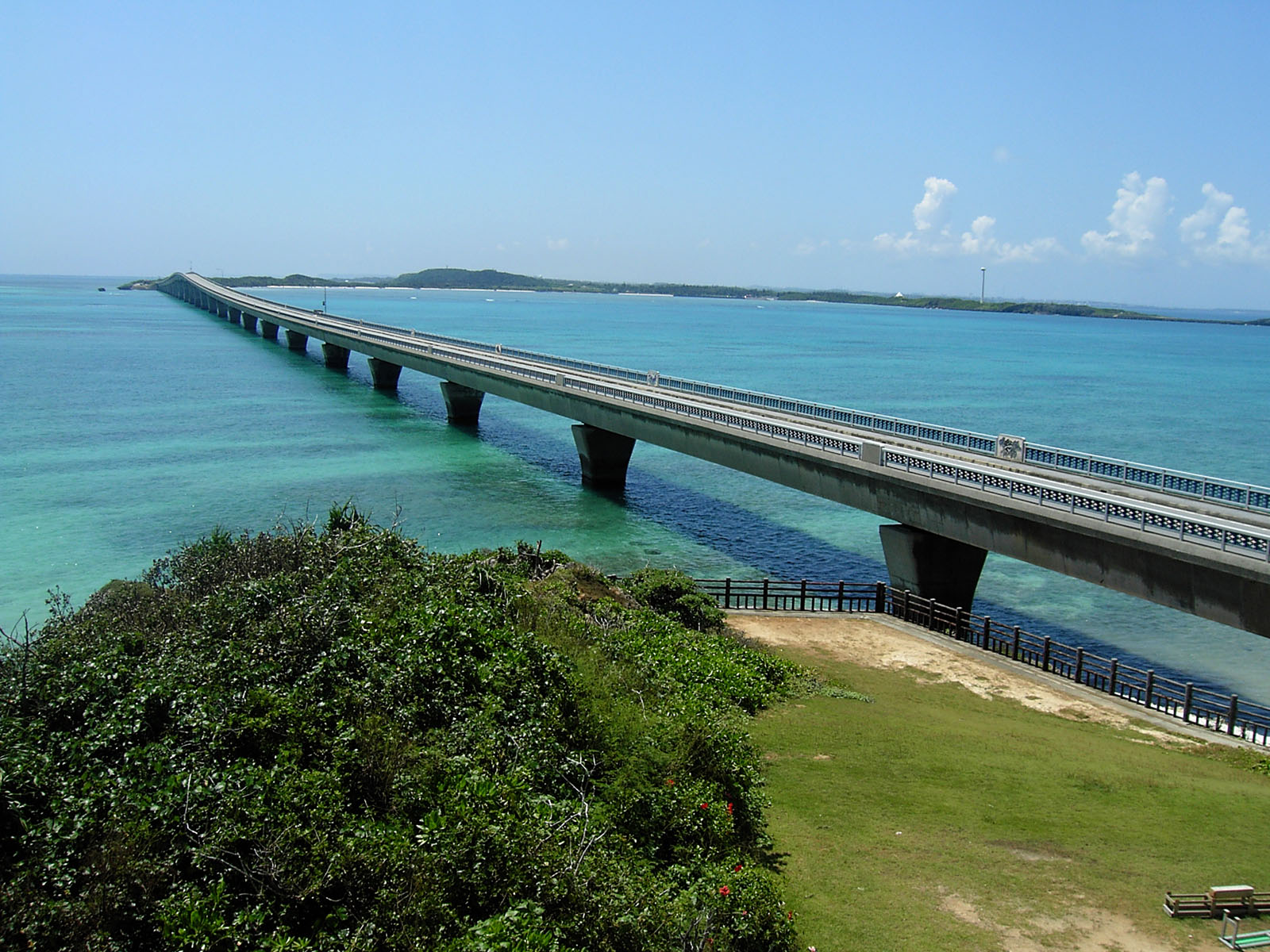
كوبري إكيما
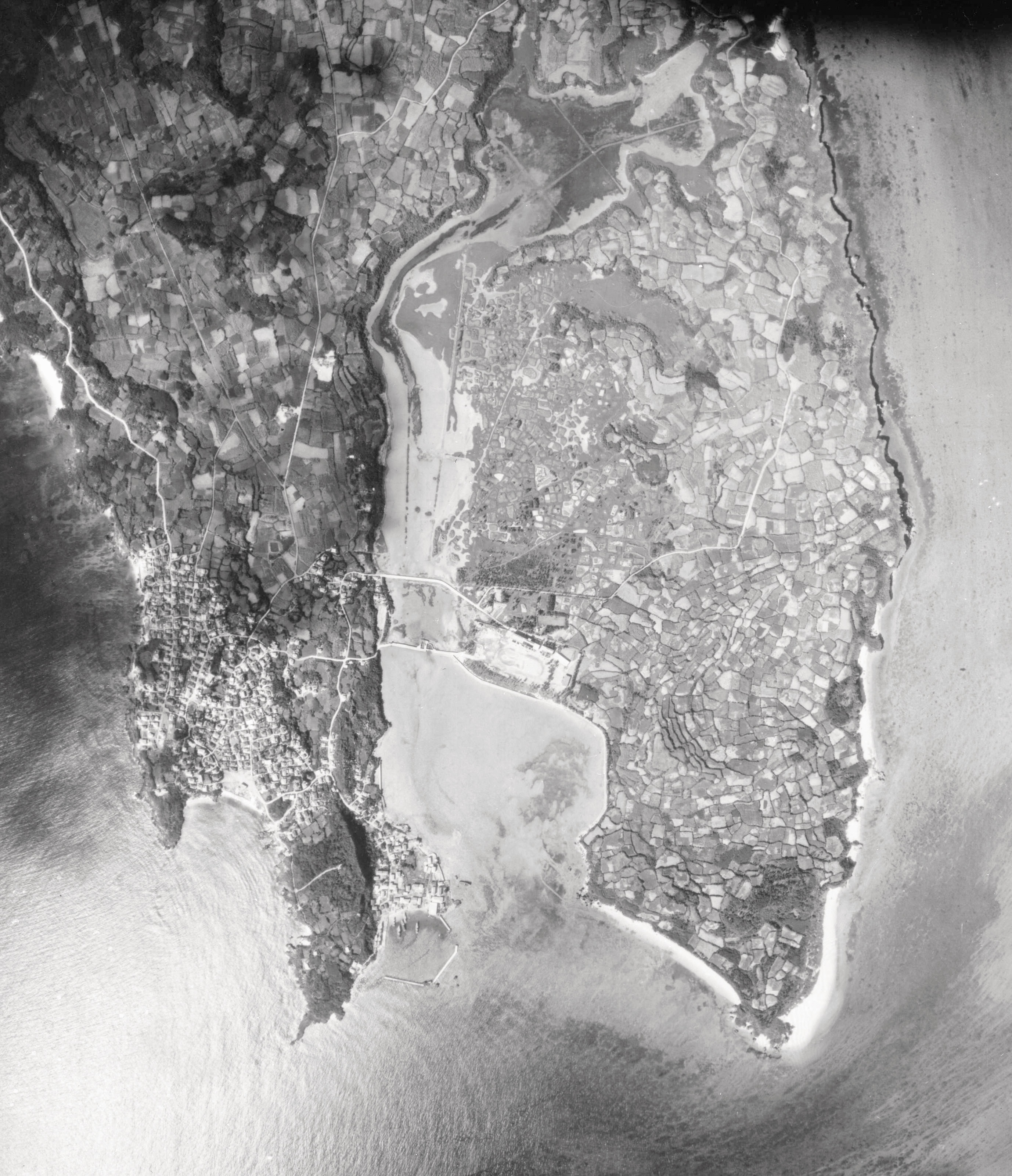
منظر جوي لإكيما في 1963